# 浜野茂

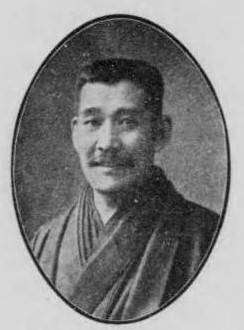
浜野茂

浜野 茂（濱野、はまの しげる、1852年（嘉永5年4月） - 1914年（大正3年）9月28日）は、日本の相場師。政治家、衆議院議員（1期）。

## 経歴
摂津国武庫郡西宮町(のち兵庫県武庫郡西宮町、現・西宮市)に生まれる。材木商、酒屋などを職業を替え、博徒となる。明治維新後、伊藤博文の知遇を得て、太政官に奉職する。のちに代言人となり、投機で財を成し、新宿に広大な邸宅を持ち、「新宿将軍」と呼ばれた。
1894年9月の第4回衆議院議員総選挙において東京府第10区から無所属で立候補して当選した。衆議院議員を1期務め、1898年の第5回衆議院議員総選挙は不出馬。1914年に死去した。墓所は青山霊園。